# Trinity Ridge
Trinity Ridge ist ein Grat auf der Insel Heard im südlichen Indischen Ozean. Er ragt in ost-westlicher Ausrichtung südlich des Long Ridge und westlich des Graham Ridge auf.
Namensgeber ist die Bark Trinity, die am 17. Oktober 1880 in schwerem Sturm nahe dem Elephant Spit auf Grund lief und havarierte. 29 Überlebende des Unglücks wurden 452 Tage später am 12. Januar 1882 von der dampfgetriebenen Korvette USS Marion gerettet.